# Karapınar (Konya)
Karapınar ist eine Stadtgemeinde (Belediye) im gleichnamigen Ilçe (Landkreis) der Provinz Konya in der türkischen Region Zentralanatolien und gleichzeitig ein Stadtbezirk der 1986 gebildeten Büyükşehir belediyesi Konya (Großstadtgemeinde/Metropolprovinz). Seit der Gebietsreform ab 2013 ist die Gemeinde flächen- und einwohnermäßig identisch mit dem Landkreis.

## Geographie
Karapınar liegt auf 997 m Höhe mitten im abflusslosen zentralanatolischen Becken im Schnittpunkt dreier Großlandschaften: der Ebene von Konya (auf Türkisch: Konya Ovası) im Westen, der Ebene von Ereğli (türkisch: Ereğli Ovası) im Süden und dem Dolinenhochland (türkisch: Obruk Yaylası) im Norden.
Die Landschaft ist weitgehend baum- und strauchlos und hat einen wüstenähnlichen Charakter. Großen Schaden richtet die Erosion durch Wind an.

## Etymologie
Karapınar bedeutet auf Deutsch so viel wie schwarzer Brunnen oder schwarze Quelle. Unter Sultan Süleyman dem Prächtigen erhielt im 16. Jahrhundert die ursprünglich griechische Stadt den Namen Sultâniye. 1934 wurde unter Atatürk der Name der Stadt im Rahmen der Türkisierungspolitik in Karapınar geändert.
Über die zweite Gründung der Stadt wird folgende Geschichte erzählt:
Wegen der vielen Räuberbanden gab es keine Siedlung mehr an der Straße von Konya nach Ereğli. Postkutschen und Karawanen wurden ständig überfallen.
Eines Tages kam Sultan Selim II. auf dem Weg daher und rastete am Flussufer. Seine Männer bauten ihre Zelte am Ufer auf. Der Sultan blickte in das Wasser des Flusses und sah, dass es rot gefärbt war. Sie suchten den Grund dafür und fanden viele tote Menschen am Ufer liegen, deren Blut in den Fluss lief und das Wasser verfärbte. Deswegen nannte der Sultan die Stelle Kanlıpınar, zu deutsch blutendes Wasser. Damit dieser Landstrich geschützt ist und die Boten und Karawanen sicher reisen können, hat der Sultan die Gemeinde Karapınar gegründet.

## Klima
Karapınar zeigt ein typisch südliches Kontinentalklima. In den Sommermonaten Juli bis September kann die Temperatur bis 35 °C erreichen, während in den Wintermonaten Dezember, Januar und Februar kaum 8 °C Höchsttemperatur erreicht werden und mitunter mit starkem Frost und Schneefall gerechnet werden muss. Der 20-Jahres-Durchschnitt der Temperatur beträgt 10,9 °C.
Der heißeste Monat ist der Juli mit einer Durchschnittstemperatur von 22 °C und Höchsttemperaturen bis 41,2 °C, der kälteste ist der Januar mit 0 °C; im Februar wurden als Extremwert −26,8 °C gemessen.
Der geringe Regen fällt in den Monaten Oktober bis Mai; Juli und August sind extrem trocken. Die durchschnittliche jährliche Regenmenge sinkt immer mehr und betrug zuletzt im Jahr 2008 232,1 mm.
|                        | Jan  | Feb  | Mär  | Apr  | Mai  | Jun  | Jul  | Aug  | Sep  | Okt  | Nov  | Dez  |   |       |
| Mittl. Temperatur (°C) | −1,8 | −0,8 | 4,2  | 11,1 | 14,8 | 18,7 | 22,4 | 22,1 | 17,2 | 11,0 | 5,9  | 0,4  | ⌀ | 10,5  |
|                        |      |      |      |      |      |      |      |      |      |      |      |      |   |       |
| Niederschlag (mm)      | 29,9 | 27,6 | 28,5 | 39,6 | 38,9 | 25,5 | 4,6  | 2,7  | 7,5  | 22,6 | 27,5 | 39,5 | Σ | 294,4 |
|                        |      |      |      |      |      |      |      |      |      |      |      |      |   |       |
| Luftfeuchtigkeit (%)   | 78   | 75   | 69   | 62   | 62   | 53   | 48   | 47   | 51   | 63   | 75   | 79   | ⌀ | 63,4  |

|  |

|  |

|  |

|  |

|  |

|  |

|  |

|  |

|  |

|  |

|  |

|  |

|  |

|  |

|  |

|  |

|  |

|  |

|  |

|  |

|  |

|  |

|  |

|  |

## Bevölkerung
2014 kam es durch die mit der Gebietsreform verbundenen Eingemeindungen zu einer Änderung der Berechnungsgrundlagen für die Einwohnerzahl. Karapınar hatte 2019 49.978 Einwohner.
Die derzeit 42 Mahalle (Stadtviertel/Ortsteile) werden durchschnittlich von 1.198 Einwohnern bewohnt. Die meisten Einwohner haben die folgenden Mahalle: Sandıklı (5.293), Cumhuriyet (2.992), Adalet (2.797), Yeşilyurt (2.668), Kayalı (2.428), Reşadiye (2.149) und Zafer (2.076 Einw.).

### Entwicklung der Bevölkerung (auf Basis der Volkszählingsergebnisse)
| Jahr | Einwohner |
| ---- | --------- |
| 1960 | 10.767    |
| 1965 | 12.989    |
| 1970 | 16.065    |
| 1975 | 19.589    |
| 1980 | 23.825    |
| 1985 | 26.231    |
| 1990 | 26.849    |
| 2000 | 35.285    |
| 2011 | 32.449    |

## Geschichte
Die Siedlungsgeschichte geht vermutlich bis in protohethische Zeiten zurück. Ruinen aus dieser Zeit sind allerdings nicht erhalten. In der Folge teilte die Gegend die Geschichte Anatoliens, insbesondere der Landschaften Lykaonien und Kappadokien, in deren Grenzbereich der Ort des heutigen Karapınar lag.
Bis zur Schlacht von Mantzikert 1071 gehörte das Gebiet zum Byzantinischen Reich. Spätestens 1076 war es Teil des Sultanats der Rum-Seldschuken.
Mit dem Ende des Seldschuken-Sultanats um 1307/08 übernahmen die Karamaniden die Herrschaft. 1467/68 wurde das Gebiet 1467 wurde die Gegend von Mehmet dem Eroberer bei der Eroberung des Beyliks Karaman besetzt und gehörte seitdem zum Osmanischen Reich.
Um 1500 war die Gegend im Zuge der Unruhen, die kurz darauf zu den Celali-Aufständen führten, unsicher geworden. Die Bewohner verließen ihre Siedlungen und flüchteten vor den Räubern an den Rand des Karacadağ-Gebirges. Das Reisen auf der Straße von Konya nach Adana wurde immer unsicherer. 1514 beklagten sich die Einwohner der Gegend bei Sultan Selim I. und baten um Schutz. Daraufhin ließ dieser den Ort befestigen und stationierte einen Trupp Soldaten zur Sicherheit der Straße und der Bewohner.
Da Karapınar an der Straße von Konstantinopel nach Mekka lag, wurde unter Sultan Süleyman dem Prächtigen von seinem Sohn, dem Statthalter von Konya und späteren Sultan Selim II. von 1560 bis 1563 eine Karawanserei mit zahlreichen Nebengebäuden errichtet. Beauftragt wurde mit dem Bau der berühmte Architekt Sinan. Ab jetzt wurde der Ort zu Ehren Süleymans Sultâniye genannt.

## Verwaltung
1868 wurde der Kaza Sultâniye als Vorläufer des heutigen Verwaltungsbezirks (İlçe) errichtet, 1882 wurde Sultâniye als Gemeinde deklariert. Nach der Gründung der Republik Türkei und im Rahmen der Türkisierungspolitik wurde 1934 der Name der Stadt von Sultâniye in Karapınar umgewandelt. 
(Bis) Ende 2012 bestand der Landkreis neben der Kreisstadt aus vier Stadtgemeinden (Hotamış, İslik, Kayalı und Yeşilyurt) sowie 14 Dörfern (Köy) in zwei Bucaks, die während der Verwaltungsreform 2013 in Mahalle (Stadtviertel/Ortsteile) überführt wurden. Die 24 existierenden Mahalle der Kreisstadt blieben erhalten, während die neun Mahalle der vier anderen Belediye vereint und zu je einem Mahalle reduziert wurden. Durch Herabstufung dieser Belediye und der Dörfer zu Mahalle stieg deren Zahl auf 42 an. Ihnen steht ein Muhtar als oberster Beamter vor. Mit der Gebietsreform wurde bis zu den Kommunalwahlen 2014 (31. März) das Gebiet der Büyükşehir auf alle Landkreise erweitert, die nun gleichzeitig als Stadtbezirke gelten.

## Wirtschaft
Im Nordosten der Stadt entsteht seit 2014 die größte Photovoltaik-Freiflächenanlage der Welt mit einer geplanten installierten Leistung von 4.400 kWp, das Karapınar Yenilenebilir Enerji Kaynak Alanı, YEKA (deutsch ungefähr: Park für erneuerbare Energie in Karapınar). Die Anlage erstreckt sich auf einer Fläche von 82.500 m² und soll jährlich 7.181.600 kWh produzieren. Die Baukosten stiegen von prognostizierten 1 Milliarde US-Dollar auf mittlerweile über 1,5 Milliarden US-Dollar. Die erste Einspeisung von Energie aus einem Teilbereich der Anlage begann am 15. Juli 2020.
Ansonsten ist die Wirtschaft agrarisch geprägt. Die meisten Bewohner leben von der Landwirtschaft und ihren Produkten. Vor allem die Schafzucht ist bedeutsam. Der Tourismus spielt keine wesentliche Rolle.
In der Türkei ist Karapınar für seine handgeknüpften Teppiche und für seine Webarbeiten bekannt.

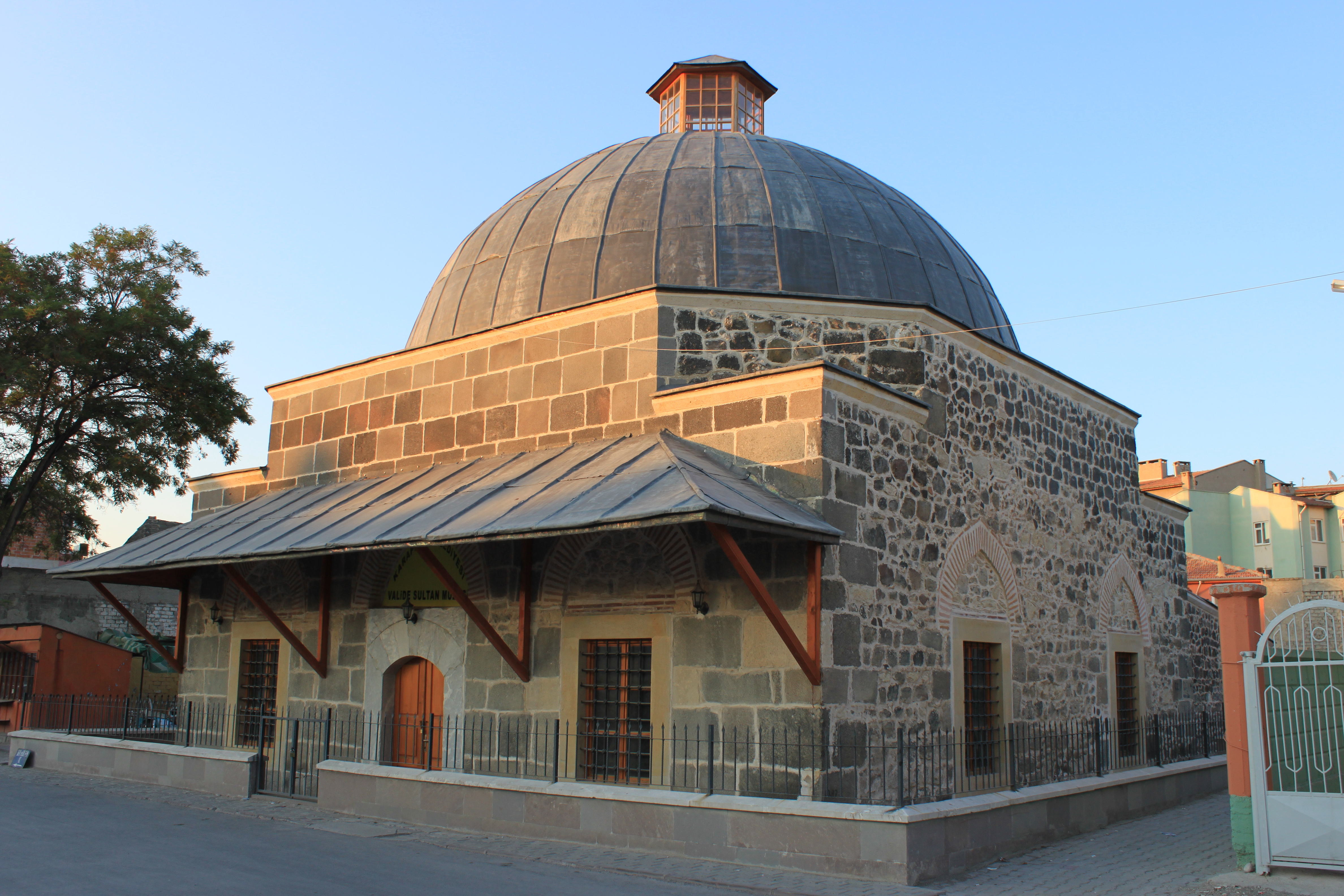
Der Hamam (Badehaus) von 1563 ist Teil der Karawanserei und heute das Stadtmuseum.

## Infrastruktur
Karapınar liegt an der Hauptverkehrsstraße, der D 330, von Konya nach Adana. Die nächste größere Stadt Richtung Westen ist Konya, etwa 100 km entfernt. Folgt man der D 330 nach Osten ist Ereğli nach 53 km die nächste größere Stadt. Nach Norden besteht eine Gemeindestraßenverbindung in das hundert Kilometer entfernte Aksaray.
Der nächste Flughafen befindet sich in Konya.

## Politik
Der seit 2014 amtierende Bürgermeister Mehmet Yaka, ein Zahnarzt aus Karapınar, Mitglied der AKP, wurde 2019 mit 56,3 % wiedergewählt.
Bei der letzten Kommunalwahl 2019 (in Klammern die Ergebnisse von 2014) wurde die AKP, die mit der MHP (2014: 28,44 %) einen Block bildete, mit 58,98 % (2014: 44,39 %) der Stimmen stärkste Partei. Es folgt die CHP (Republikanische Volkspartei) mit 38,3 % (2014: 24,24 %).
Von den kleineren Parteien erreichte die SAADET (Partei der Glückseligkeit) 1,73 % (2014: 1,7 %), die BBP (Partei der Großen Einheit) 0,62 % (2014: nicht angetreten) und die Vatan Partisi (Vaterlandspartei) 0,17 % (2014: nicht angetreten). Die Wahlbeteiligung lag bei 90,54 % (93,65%).

## Kultur
Zentrum der Stadt ist die Selimiye Külliyesi, eine Gebäudegruppe, die in den Jahren 1560 bis 1563 erbaut wurde. Errichtet wurde die Anlage unter Sultan Selim II., dem Sohn Sultans Süleyman I.; Architekt war der berühmte Baumeister Sinan. Der gesamte Komplex umfasst eine Moschee, Wasserspeicher mehrere Brunnen, eine Koranschule (türkisch: Medrese), ein Badehaus (türkisch: Hamam), eine öffentliche Küche (türkisch: Imaret ), einen osmanischen geschlossenen Basar mit 33 Läden, ein Gästehaus, zwei Windmühlen (die heute nicht mehr existieren) und die Karawanserei, die Platz für über 100 Menschen bietet. Das türkische Bad war eine Spende der Valide Sultan, der Mutter von Sultan Selim II. Es beherbergt heute das Stadtmuseum von Karapınar. Der gesamte Komplex steht heute als nationales Erbe unter Denkmalschutz und wurde 1987/88 sowie 2011/12 komplett renoviert. Die Moschee wurde mit zwei Minaretten ausgestattet.
Die Moschee selbst besitzt einen quadratischen Grundriss, ist fast fünfzehn Meter hoch und mit einer 22 Meter durchmessenden Kuppel bedeckt.

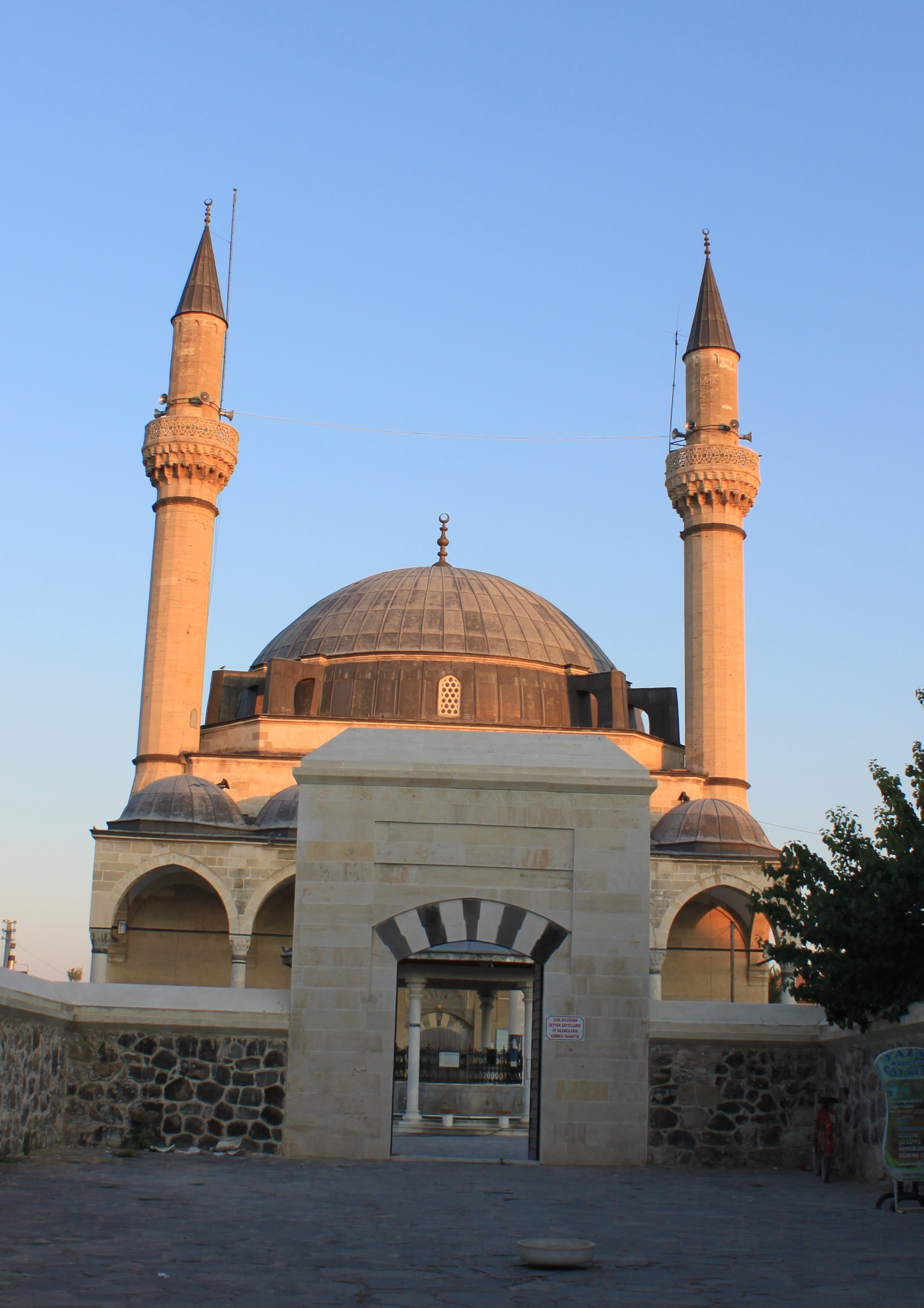
Karapınar; Selimiye Külliyesi; Sultan-Selim-Moschee von 1563

Die Stadt besitzt ein Gymnasium sowie eine weiterführende Berufsschule.
Auch ein Krankenhaus – eine Zweigstelle der Kliniken Konya – befindet sich in der Stadt.

## Natur
Ungefähr sieben Kilometer östlich befindet sich der Meke Gölü, ein ringförmiger Kratersee mit zweiter Ausbruchsstelle.
Zwei Kilometer nördlich des Meke Gölü liegt der Acıgöl, ein salzhaltiger See in einem ehemaligen Vulkankrater.

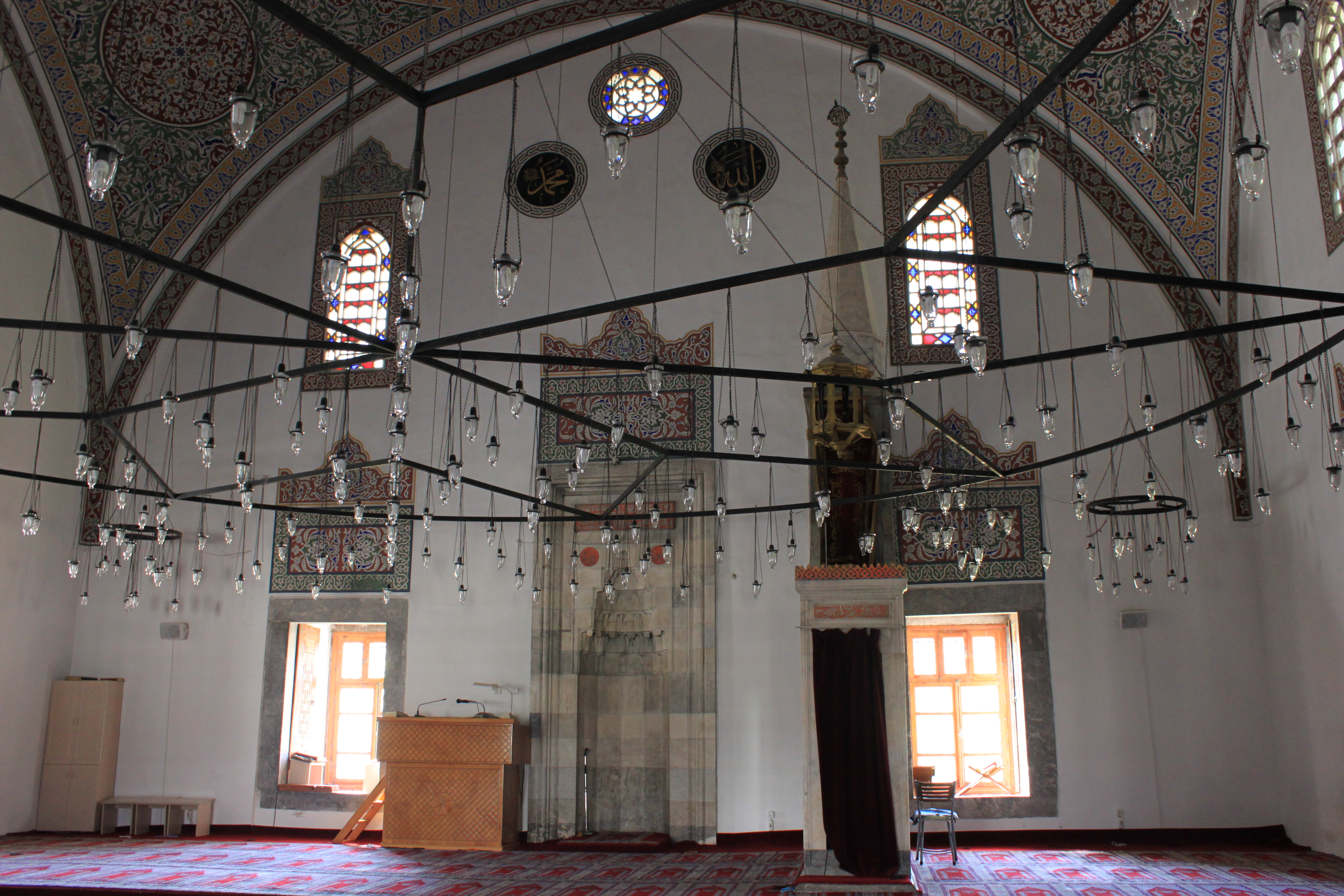
Der Gebetsraum der Sultan Selim Moschee von 1563.